# Timo Bruns
Timo Bruns (* 15. Januar 1982 in Kiel) ist ein ehemaliger deutscher Fußballspieler.

## Karriere

### Spieler
Bruns wechselte 2002 von der TuS Gaarden zum Regionalligisten Holstein Kiel. Bei den Kielern war er in der zweiten Mannschaft Stammspieler; in der ersten Mannschaft hatte er lediglich sechs Einsätze. 2007 ging er zum Verbandsligisten FT Eider Büdelsdorf, mit dem er 2008 in die Oberliga aufstieg. Im Sommer 2009 kehrte er zu Holstein Kiel zurück. Auch jetzt wurde er vor allem in der zweiten Mannschaft eingesetzt, er bestritt jedoch auch vier Spiele in der Dritten Liga. 2010 wechselte er zum Oberligisten FC Sylt. Diesen verließ er nach nur einem Jahr und ging zum ETSV Weiche Flensburg. Mit dem ETSV Weiche stieg er 2012 in die Regionalliga auf. 2013 wechselte er zum TSV Altenholz. Zur Saison 2016/17 wechselte er dann nochmal in die Kreisliga Kiel zum SVE Comet Kiel und beendete dort dann auch seine Karriere.

### Trainer
Als Trainer war ab 2020 als Co-Trainer der Oberliga-Mannschaft von Inter Türkspor Kiel aktiv. Ende Februar wurde er dann zum Cheftrainer befördert und folgte damit auf Özcan Atasoy.